# ستاغيرا (مدينة أثرية)
ستاغيرا (باليونانية: Στάγειρα أو Στάγιρα) قرية يونانية بنيت على هضبة خلابة في شبه جزيرة خالكيذيكي عند سفح تلة أرغيلولوفوس. تقع القرية على بعد حوالي 8 كيلومترات إلى الجنوب الغربي من مسقط رأس أرسطو وفيها تمثال له.

## التاريخ
بنيت القرية بالقرب من موقع ستاغيرا الأثري في العصر البيزنطي، كانت تسمى سابقا " Siderokafsia" (التي تعني فرن الانفجار). كانت دار صك النقود التابعة للسلطان في القرن السادس عشر تقع هناك، وقد عُثر على العديد من أنقاض الأفران التي كانت تستخدم لإذابة المعادن بالقرب من القرية. بنيت كنيسة ستاغيرا المركزية التاريخية في عام 1814 أي قبل بضع سنوات تقريبا من حرب الاستقلال اليونانية.

## التعداد السكاني
يبلغ عدد سكان القرية اليوم حوالي 500 نسمة، وإذا تم حساب سكان قرية ستراتونيكي المجاورة التي هي جزء من قرية ستاغيرا فسوف يصبح عدد السكان حوالي 1500.